# 毛脉火焰花
毛脉火焰花（学名：Phlogacanthus pubinervius）为爵床科火焰花属的植物。分布于印度、锡金以及中国大陆的广西、云南、贵州等地，生长于海拔900米至1,500米的地区，多生在混交林下，目前尚未由人工引种栽培。